# Gmina Gornji Kneginec
Gmina Gornji Kneginec (chorw. Općina Gornji Kneginec) – gmina w Chorwacji, w żupanii varażdińskiej. W 2011 roku liczyła  5349 mieszkańców.